# Ispidina lecontei
El martín pigmeo del Congo (Ispidina lecontei) es una especie de ave coraciforme de la familia Alcedinidae, propria la selva tropical africana. Sus 10 cm de largo y 9 g lo convierten en el martín pescador más pequeño del mundo.

## Distribución
Se encuentra en Angola, Camerún, Costa de Marfil, Guinea Ecuatorial, Gabón, Ghana, Guinea, Liberia, Nigeria, República Centroafricana, República del Congo, República Democrática del Congo, Sierra Leona, Sudán del Sur y Uganda.